# Godfrey Oboabona
Godfrey Itama Oboabona (* 16. August 1990 in Akure) ist ein nigerianischer ehemaliger Fußballspieler.

## Spielerkarriere

### Verein
Oboabona begann mit dem Vereinsfußball in der Nachwuchsabteilung des örtlichen Fußballklubs Sunshine Stars FC. Von 2010 bis zum Sommer 2013 spielte er im Profikader. In dieser  Zeit erreichte er mit seiner Mannschaft zwei Mal das Halbfinale der CAF Champions League.
2013 wechselte er zum türkischen Erstligisten Çaykur Rizespor. Nach vier Jahren für den Schwarzmeerverein wechselte Oboabona im Sommer zu al-Ahli.

### Nationalmannschaft
Oboabona spielt seit 2012 für die Nigerianische Fußballnationalmannschaft. Mit dieser nahm er an der Fußball-Afrikameisterschaft 2013 teil und wurde Turniersieger. Mit dem Nationalteam nahm er am FIFA-Konföderationen-Pokal 2013 teil, die Mannschaft scheiterte aber bereits in der Gruppenphase.

## Erfolge
Mit der nigerianischen Fußballnationalmannschaft
- Afrikameister: 2013
- Konföderationen-Pokalteilnehmer: 2013